# Laringa ottonis
Laringa ottonis är en fjärilsart som beskrevs av Hans Fruhstorfer 1906. Laringa ottonis ingår i släktet Laringa och familjen praktfjärilar. Inga underarter finns listade i Catalogue of Life.